# Arthur Wightman
Arthur Strong Wightman (né le 30 mars 1922 à Rochester, (État de New York) - décédé le 13 février 2013  à Princeton, (New Jersey) est un physicien et mathématicien américain. Il est l'un des fondateurs de la théorie quantique des champs axiomatique.

## Biographie
- Doctorat de l'Université de Princeton (1949) intitulée The Moderation and Absorption of Negative Pions in Hydrogen, sous la direction de John Wheeler

- Actuellement professeur émérite de l'Université de Princeton

- Prix Henri-Poincaré 1997 de l'International Congress on Mathematical Physics : For his central role in the foundations of the general theory of quantized fields, the powerful impetus impressed promoting resarch on various aspects of Modern Mathematical Physics (on constructive QFT, and on domains ranging from statistical mechanics, dynamical systems and ergodic theory to integrable systems, Schroedinger Operators and renormalization theory), for his expository contributions of a masterly level to mathematical physics.

- Élèves : Arthur Jaffe, Jerrold Marsden, Barry Simon, Alan Sokal, ...